# Cristina Hoyosová
Cristina Hoyosová, celým jménem Cristina Hoyos Panadero (* 13. června 1946 Sevilla, Andalusie) je španělská tanečnice flamenca, choreografka a herečka, která ztvárnila sama sebe v Saurově snímku z roku 1983 Carmen.
V dětství studovala tanec na akademii Adelity Domingové. Dvě dekády vystupovala s flamencovým tanečníkem Antoniem Gadesem. Poté, co účinkovala v představeních několika tanečních skupin v zahraničí, založila vlastní taneční soubor, se kterým debutovala roku 1988 v pařížském Theatre Rex. Vystupovala na zahajovacím a zakončovacím ceremoniálu Letních olympijských her 1992 v Barceloně.
Podstoupila úspěšnou léčbu karcinomu prsu.

## Filmografie
- 1967: Último encuentro
- 1971: Španělky v Paříži
- 1981: Krvavá svatba
- 1983: Carmen
- 1984: Georges Bizet: Carmen
- 1986: Čarodějná láska
- 1987: Juncal (televizní seriál)
- 1989: Montoyas y Tarantos
- 1990: Carmen on Ice (televizní film)
- 1990: Los Ángeles
- 1990: X Is Y
- 1994: Todos los hombres sois iguales
- 1995: Antártida
- 1996: Jetzt geht's rund (video film)
- 1996: Afrodite (video film)
- 2001: Torero
- 2010: La balada del estrecho (televizní film)